# Teodosio I Borradiote
Teodosio I Borradiote (Antiochia di Siria, ... – Costantinopoli, 1183) è stato un arcivescovo ortodosso bizantino, Patriarca ecumenico di Costantinopoli dal 1179 fino al 1183.
Il suo patriarcato fu incolore e di secondo piano rispetto alle vicende politiche che si susseguirono in quegli anni e che dopo la morte dell'Imperatore Manuele I Comneno, portò ad un periodo di disordini sotto il regno del giovane Basileus Alessio II Comneno.